# Hoffnungskirche (Westrhauderfehn)

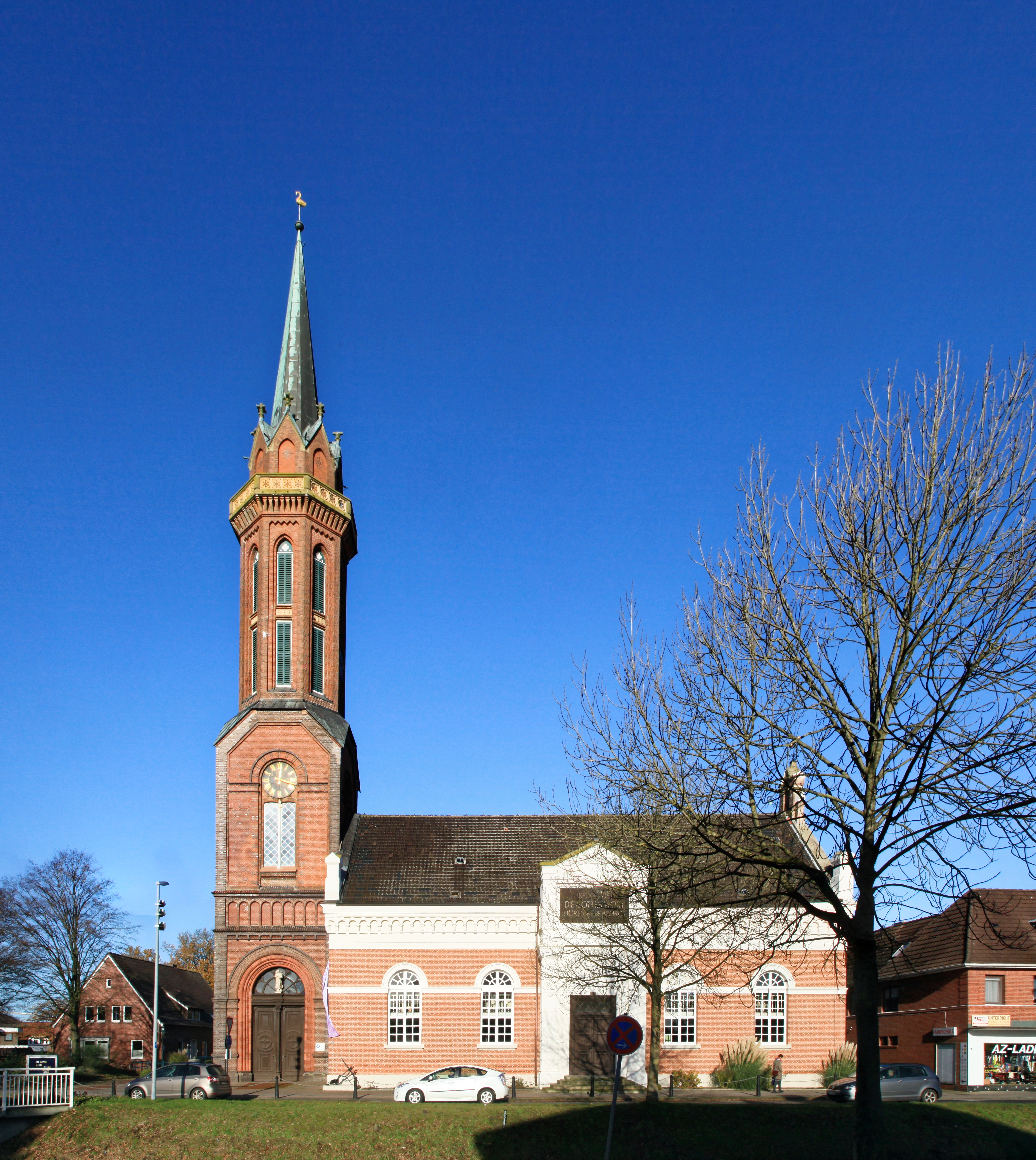
Hoffnungskirche

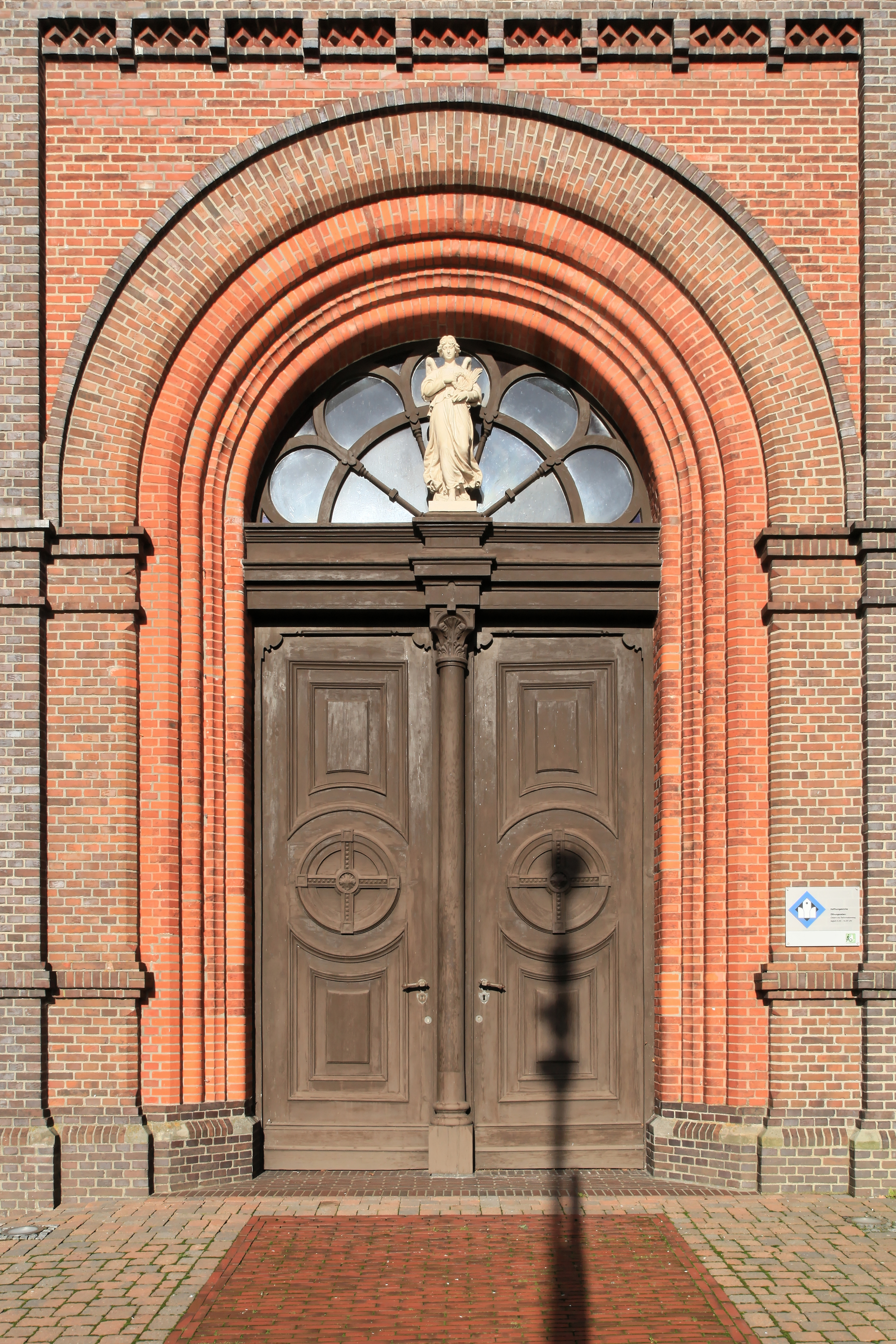
Eingangsportal im Süden

Die evangelisch-lutherische Hoffnungskirche steht in Westrhauderfehn, einem Ortsteil der ostfriesischen Gemeinde Rhauderfehn.

## Geschichte
Westrhauderfehn wurde 1769 durch die Rhauderfehn-Compagnie als Fehnsiedlung angelegt. Die ersten Siedler waren in religiöser Hinsicht als Parochie dem Kirchspiel Rhaude zugeordnet. Allerdings war schon in der Verleihungsurkunde zur Gründung des Rhauderfehns vom 19. April 1769 der Bau einer evangelischen und einer katholischen Kirche genehmigt worden.
Im Jahre 1829 wurde dann die eigenständige Kirchengemeinde Westrhauderfehn gegründet und Gottesdienste in dem bereits bestehenden Schulgebäude abgehalten, nachdem dieses für den Altar an der Ostseite um etwa 10 Fuß (etwa 3 Meter) vergrößert worden war. Insgesamt fanden so 300 Gläubige in dem Gebäude Platz.
Im Jahre 1834 wurde ein Pfarrhaus und 1848 die klassizistische Kirche nach einem Entwurf des hannoveraner Konsistorialbaumeisters Ludwig Hellner erbaut. Nach äußerer Form und Innenraumgestaltung zeigt sie damit große Ähnlichkeit mit der Kirche St. Johannes der Täufer in Ahlden (Aller), der St.-Dionysius-Kirche in Bad Fallingbostel und der Kirche St. Johannes der Täufer in Düshorn, die alle vom selben Baumeister entworfen wurden. Das Innere der Kirche zeigt eine einheitliche klassizistische Form, die in der Gestaltung der Empore, des Kanzelaltars und des Orgelprospekts deutlich wird. Das Gotteshaus wurde am 5. Dezember 1848 durch den Generalsuperintendenten Hicken eingeweiht. Insgesamt beliefen sich die Baukosten auf etwa 9000 Reichstaler. Die Kirche wurde ursprünglich in einem von der Aufklärung geprägten klassizistischen, tempelartigen Stil ohne Turm geplant und realisiert. Jahrzehnte später gefiel dieser Baustil nicht mehr und stimmte nicht mehr mit dem erwachten deutschen Nationalbewusstsein überein, der einen traditionellen, an das Mittelalter und an gotische Kirchen erinnernden Baustil forderte. So entschloss sich die Gemeinde zum Bau eines Kirchturms, der dem klassizistischen Kirchenbau eine traditionellere Form gibt und ihm seine aufgeklärte Nüchternheit nimmt.
Der Kirchturm wurde in den Jahren 1885/86 von Maurermeister Schumacher aus Leer nach Plänen des Leeraner Ingenieurs Könecke in Zusammenarbeit mit dem Konsistorialbaumeister Conrad Wilhelm Hase aus Hannover errichtet. Dadurch erklärt sich die große Ähnlichkeit mit dem Kirchturm der ev.-luth. Gemeinde St. Martin in Hannover, der jedoch deutlich kleiner ist. Dies gilt auch für den recht ähnlichen Kirchturm der Kirche in Horst, der ebenfalls relativ klein ist, aber vergleichbare Gestaltungsmerkmale aufweist, wie die achteckige Form im oberen Teil des Turms, die alle drei genannten Kirchtürme aufweisen. Der Kirchturm in Westrhauderfehn ist mit 53,5 Metern der höchste Ostfrieslands. Für dieses Gebäude musste die Gemeinde einschließlich Geläut und Uhrwerk 48.000 Goldmark aufbringen.
In den Jahren 1984/1985 wurde die Kirche innen renoviert und 2003 grundlegend saniert.
Bei den Feiern zum 175. Jahrestag der Gründung der Kirchengemeinde taufte Landessuperintendentin Oda-Gebbine Holze-Stäblein das Gotteshaus während des Festgottesdienstes am 31. Oktober 2004 auf den Namen Hoffnungs-Kirche.
Heute ist Westrhauderfehn mit 6200 Gemeindemitgliedern die größte Gemeinde im Kirchenkreis Rhauderfehn.

## Ausstattung

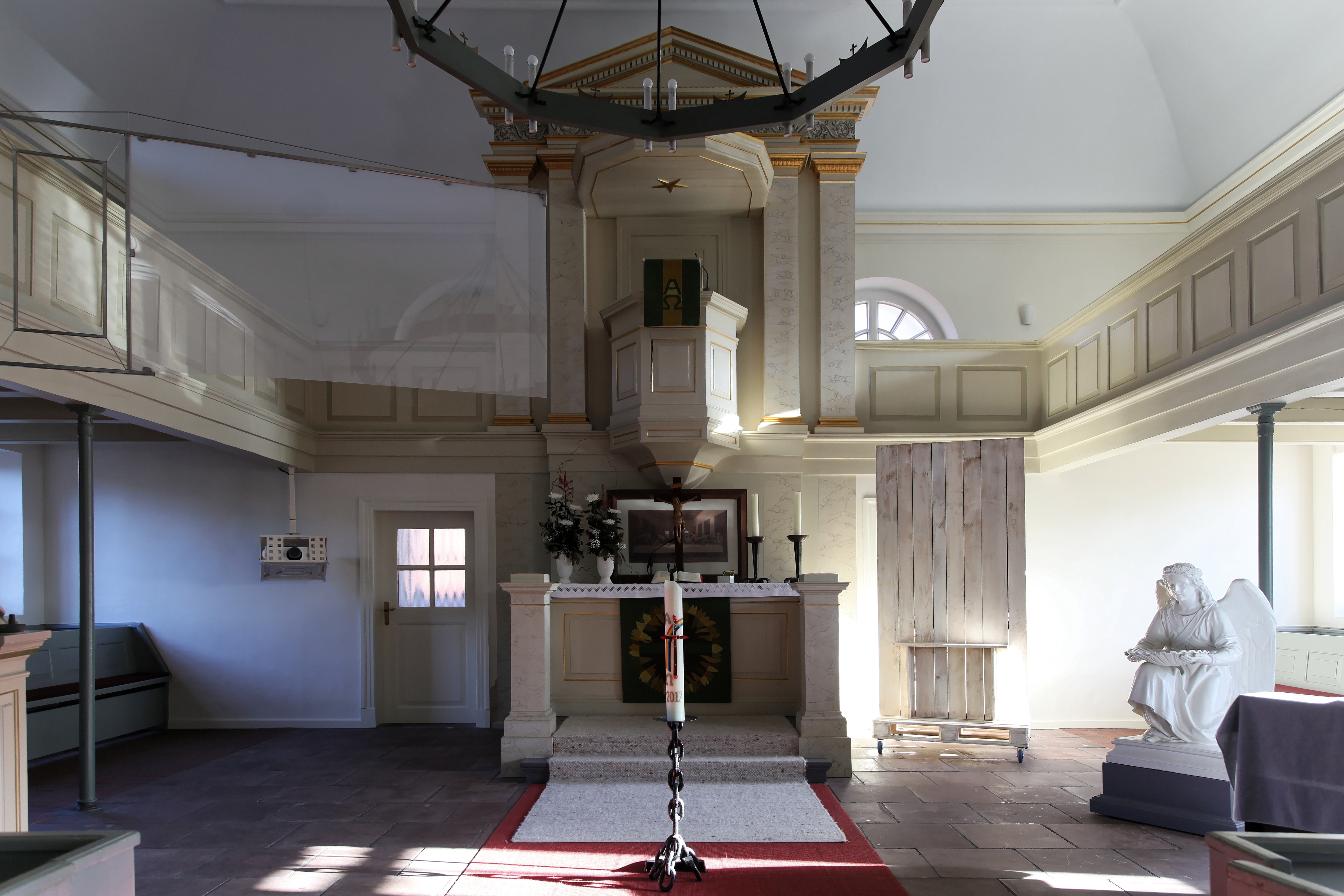
Kanzelaltar

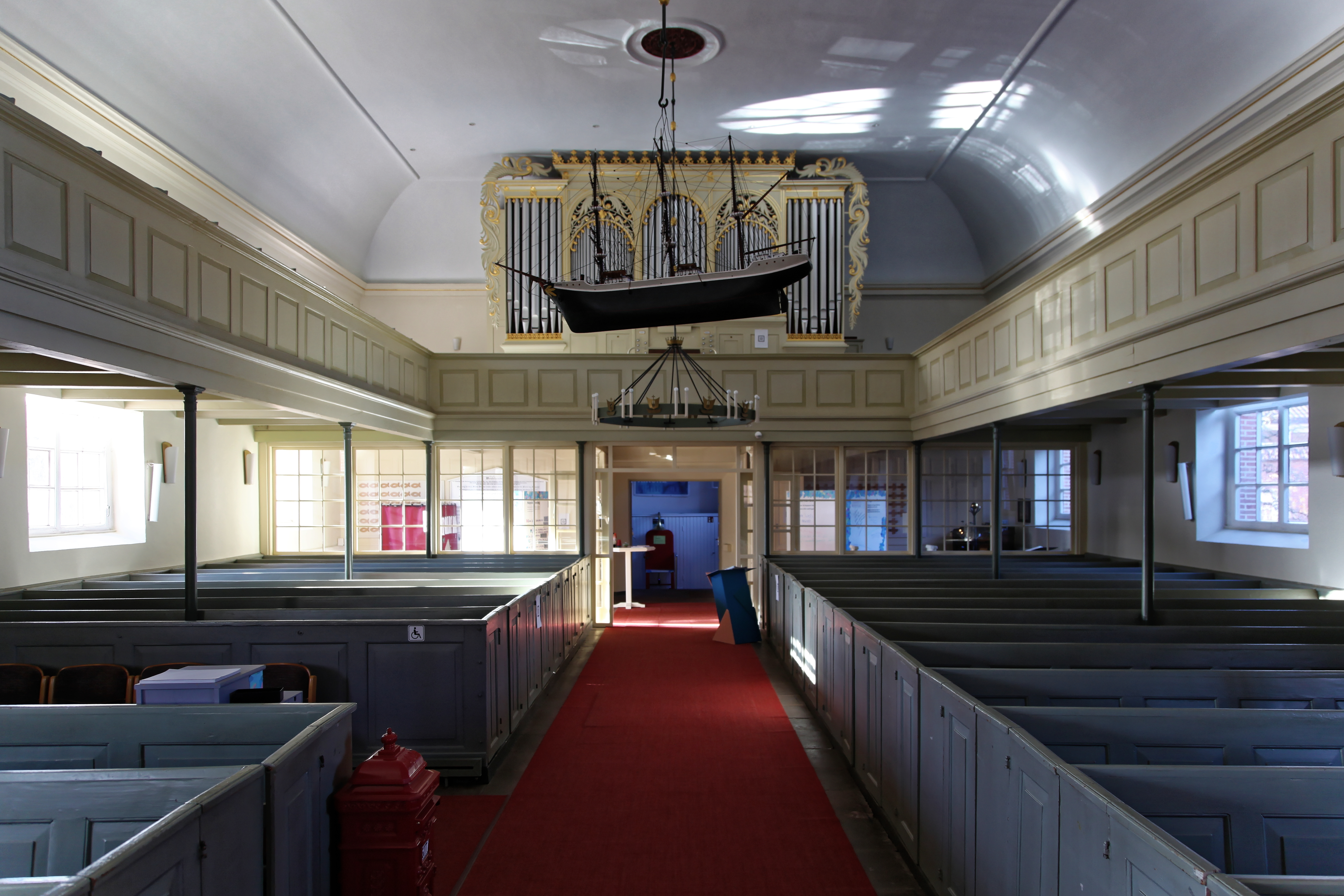
Blick zur Orgelempore

Altar und Kanzel stammen aus der Erbauungszeit der Kirche. Auch das Gestühl wurde bereits 1848 aufgestellt. Es besteht aus 29 Bänken, auf denen 290 Gottesdienstbesucher Platz finden. Auf der Empore befinden sich weitere 184 Plätze. Beiderseits des Altarraums stehen weitere Bänke für die Kirchenvorsteher.
Der Taufstein wurde Weihnachten 1886 von der Gemeinde gestiftet. Er zeigt einen auf einem Sockel knienden Engel aus Gips, der in seinen Händen die neusilberne, als flache Muschel geformte Taufschale hält.
Die Kronleuchter sind jüngeren Datums, nachdem zwei ältere aus dem Jahre 1887 im Ersten Weltkrieg abgegeben werden mussten, um eingeschmolzen zu werden. Im Jahre 1916 wurden sie durch drei ringförmige hölzerne Leuchter ersetzt, die je sechs elektrische Kerzen in tellerförmigen Schirmen trugen. Diese Leuchter wurden in den 50er Jahren durch zwei größere ringförmige hölzerne Leuchter von je zwei Metern Durchmesser ausgetauscht, die noch heute im Kirchenschiff hängen.
Das Schiffsmodell Hoffnung ist eine eineinhalb Meter lange Nachbildung der um 1880 erbauten Dreimastbark Hoffnung. Es ist ein Werk des Kapitäns im Ruhestand Hinderk Greetfeld aus Ihrhove aus dem Jahre 1944, der damit an die Verbundenheit der Gemeinde zur Seefahrt erinnert.

## Orgel
Die erste Orgel wurde im Jahre 1852 von Gerd Sieben Janssen aus Aurich errichtet. Sie verfügte über zehn Register. Von diesem Instrument sind heute noch der Mittelteil des Prospektes, die Windladen des Hauptwerks, der Bordun 16′ und teilweise die Oboe 8' erhalten. Im Jahre 1886 wurden die beiden Seitenteile als Pedalwerk hinzugefügt. 1937 wurde die Orgel hinter dem vorhandenen Prospekt von der Firma Furtwängler & Hammer aus Hannover als zweimanualige Orgel mit mechanischen Schleifladen weitgehend neu erbaut. Dabei wurden neben Teilen der Vorgängerorgel auch Bestandteile anderer Orgeln wiederverwendet. In den Jahren 1984/85 wurde die Orgel durch die Firma Alfred Führer aus Wilhelmshaven technisch verbessert und klanglich weiter ausgebaut sowie mit einem Schwellkasten für das Oberwerk versehen. Seither besitzt die Orgel 24 Register, verteilt auf Hauptwerk, Schwellwerk und Pedal. 1997 wurde die Farbfassung des Orgelgehäuses durch die Firma Kummer restauriert.
Die Disposition der Orgel lautet wie folgt:

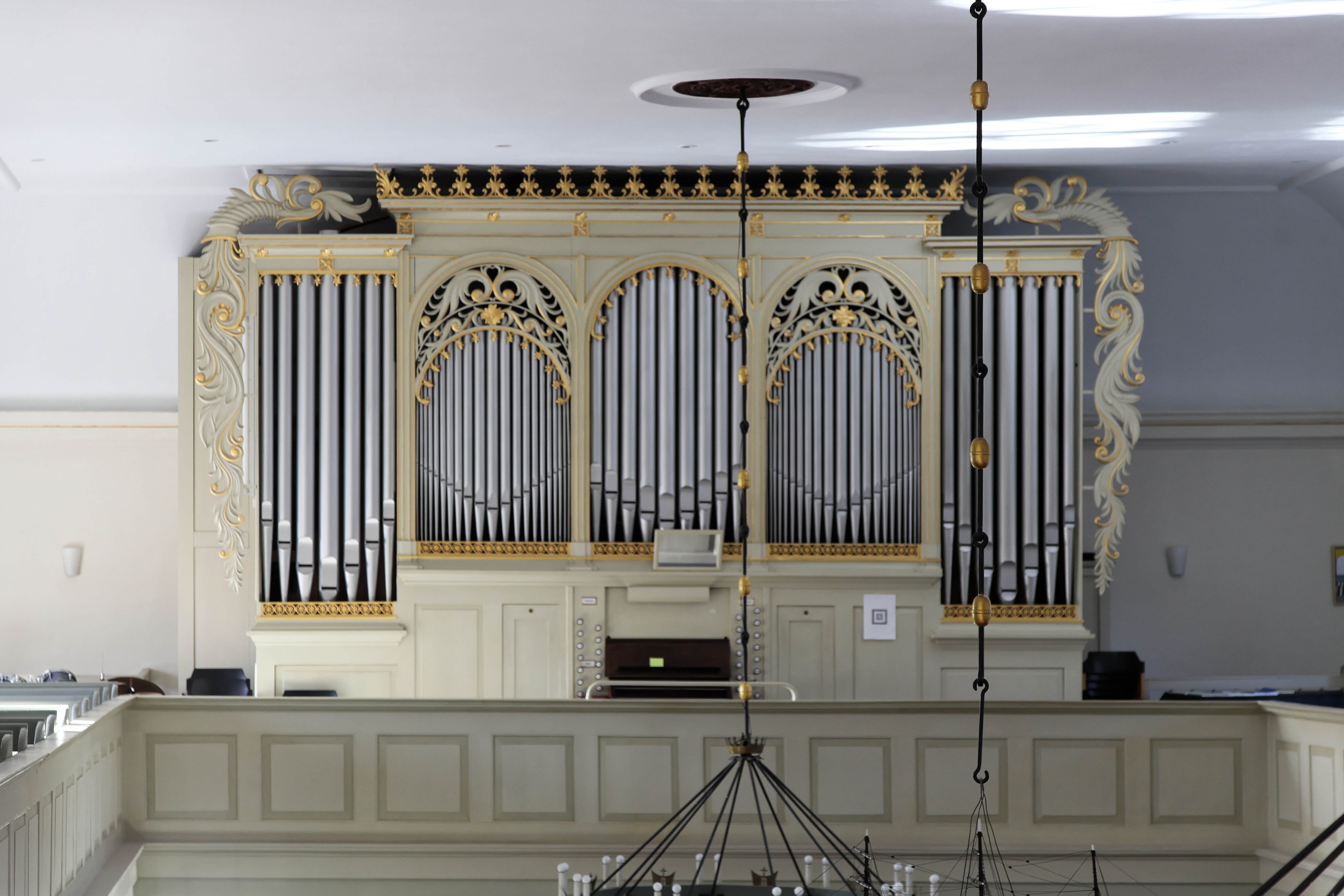
Orgelprospekt

| I Hauptwerk C–f3 |       |      |
| Prinzipal        | 8′    | o    |
| Bordun           | 16′   | *    |
| Gambe            | 8′    | **/+ |
| Holzflöte        | 8′    | o    |
| Oktave           | 4′    | o    |
| Rohrflöte        | 4′    | o    |
| Quinte           | 2 ⁄3′ | o    |
| Waldflöte        | 4′    | o    |
| Sesquialtera II  |       | o/+  |
| Mixtur III-IV    |       | o    |
| Trompete         | 8′    | +    |
| Tremulant        |       |      |

| II Schwellwerk C–f3 |    |     |
| Salicet             | 8′ | o   |
| Gedackt             | 8′ | o   |
| Prinzipal           | 4′ | o   |
| Koppelflöte         | 4′ | o   |
| Oktave              | 2′ | o   |
| Quintzimbel III     |    | o   |
| Oboe                | 8′ | */o |
| Tremulant           |    |     |

| Pedal C–f1     |     |    |
| Prinzipal      | 8′  | o  |
| Subbass        | 16′ | ** |
| Gedackt        | 8′  | ** |
| Oktave         | 4′  | o  |
| Nachthorn      | 2′  | o  |
| Liebl. Posaune | 16′ | +  |

- Koppeln: II/I, I/P, II/P

Anmerkungen
* = Gerd Sieben Janssen (1852)
** = (1886 und später)
o = Furtwängler & Hammer (1937)
+ = Alfred Führer (1985)

## Glocken
Im Kirchturm hängen drei Kirchenglocken mit den Schlagtönen  ges‘, as‘ und b‘. Die beiden größeren Stahlgussglocken und eine weitere Glocke aus Gussstahl mit dem Schlagton es‘ wurden 1954 vom Bochumer Verein für Gussstahlfabrikation gegossen und zur Ergänzung einer verbliebenen Bronzeglocke, die 1925 von der Glockengießerei Rincker gegossen worden war, im Turm aufgehängt. Als man aber feststellte, dass beim Läuten aller Glocken der Turm zu sehr in Schwingung geriet, wurde nur noch die größte Glocke geläutet. Da es aber auf Dauer unbefriedigend war, dass drei Glocken unbenutzt im Turm hingen, entfernte man die bisher geläutete große Glocke von 1136 kg Gewicht aus dem Glockenstuhl und stellte sie in der Kirche auf. Die drei verbliebenen Glocken konnten nun gefahrlos geläutet werden.
Sowohl während des Ersten als auch während des Zweiten Weltkriegs mussten je drei Glocken eines vierstimmigen Glockengeläuts aus Bronze für die Rüstungsproduktion abgeliefert werden.